# جورج ناريس
جورج ناريس (بالإنجليزية: George Nares)‏، (24 أبريل 1831 - 15 يناير 1915)، كان ضابطاً في البحرية البريطانية ومستكشف في القطب الشمالي. وأشرف على أول سفينة تمر عبر قناة السويس، وبعثة تشالنجر وبعثة القطب الشمالي البريطانية. وتوفي في عام 1915 عن عمر يناهز 83 عامًا.

## روابط خارجية
- جورج ناريس على موقع الموسوعة البريطانية (الإنجليزية)